# گلیم قشقایی
(گلیم قشقایی) یکی از شناخته‌شده‌ترین انواع گلیم و از شاخص‌ترین دست‌بافته‌های ایل قشقایی است. این گلیم‌ها که عمدتاً توسط زنان ایل بافته می‌شوند، بازتابی از فرهنگ، باورها و شیوه زندگی کوچ‌نشینی این مردم هستند و به دلیل اصالت در طرح، رنگ و تکنیک بافت شهرت جهانی دارند. مهمترین تولیدکننده گلیم قشقایی، طایفه دره شوری هستند.
گلیم قشقایی در آبان سال ۱۳۹۲ موفق به دریافت نشان اصالت از سوی یونسکو شد.

## ویژگی‌ها
گلیم قشقایی به دلیل انرژی و پویایی در طرح و رنگ، از دیگر گلیم‌ها متمایز می‌شود. ویژگی‌های اصلی این دست‌بافته را می‌توان در سه حوزه طرح، رنگ و ساختار بافت بررسی کرد.

### طرح و نقش‌مایه‌ها
طرح‌های گلیم قشقایی عمدتاً ذهنی‌باف هستند، به این معنی که بافنده از نقشه از پیش آماده‌شده استفاده نمی‌کند و نقوش را بر اساس خلاقیت، خاطرات و الهامات خود بر روی دار پیاده می‌کند. این ویژگی سبب می‌شود که هر گلیم اثری منحصربه‌فرد باشد. نقوش به کار رفته ریشه در باورهای کهن و طبیعت اطراف زندگی ایل دارد. این نقوش به چند دسته اصلی تقسیم می‌شوند:
- نقوش هندسی: مانند سرمه‌دان، چهارخال و لوزی‌های تکرارشونده.
- نقوش نمادین حیوانی: شامل نگاره‌های ساده‌شده و استیلیزه از حیواناتی مانند بز، آهو، اسب و پرندگان که هر یک نمادی از طبیعت، برکت یا آزادی هستند.
- نقوش نمادین گیاهی: مانند طرح درخت زندگی که نمادی از جاودانگی و رشد است.
- نقوش برگرفته از اشیاء: طرح‌هایی مانند شانه، قیچی و آینه که بازتابی از وسایل زندگی روزمره بافنده است.

عمده‌ترین نقش‌مایه‌های زمینه، طرح‌های لچک ترنج و محرمات (راه‌راه) هستند.

### مواد اولیه و رنگرزی
ماده اصلی در بافت گلیم قشقایی، پشم دست‌ریس است. استفاده از پشم گوسفندان بومی منطقه باعث افزایش دوام و کیفیت گلیم می‌شود. گاهی برای چله‌کشی از ترکیب پشم و موی بز نیز استفاده می‌گردد.
از شاخص‌ترین ویژگی‌های این گلیم‌ها، استفاده از رنگ‌های طبیعی و پرشور است. رنگ‌های اصلی مانند قرمز از ریشه گیاه روناس، آبی از برگ نیل، و قهوه‌ای از پوست گردو یا انار به دست می‌آید که این فرآیند رنگرزی سنتی، بخشی از دانش بومی و سینه به سینه ایل قشقایی به شمار می‌رود.

### ساختار و روش بافت
گلیم قشقایی غالباً با تکنیک بافت چاک‌دار بافته می‌شود. در این شیوه، برای تغییر رنگ در یک رج، پود در مرز رنگی دور تار چرخیده و به عقب بازمی‌گردد. این کار باعث ایجاد شکاف یا چاک عمودی کوچکی در مرز نقوش می‌شود که به وضوح و جدایی رنگ‌ها کمک کرده و به گلیم ظاهری سبک و ظریف می‌بخشد. این ساختار سبک و در عین حال مستحکم، گلیم را برای زندگی کوچ‌نشینی که نیازمند حمل‌ونقل آسان است، ایده‌آل می‌سازد.